# Gerenciamento de serviços de TI

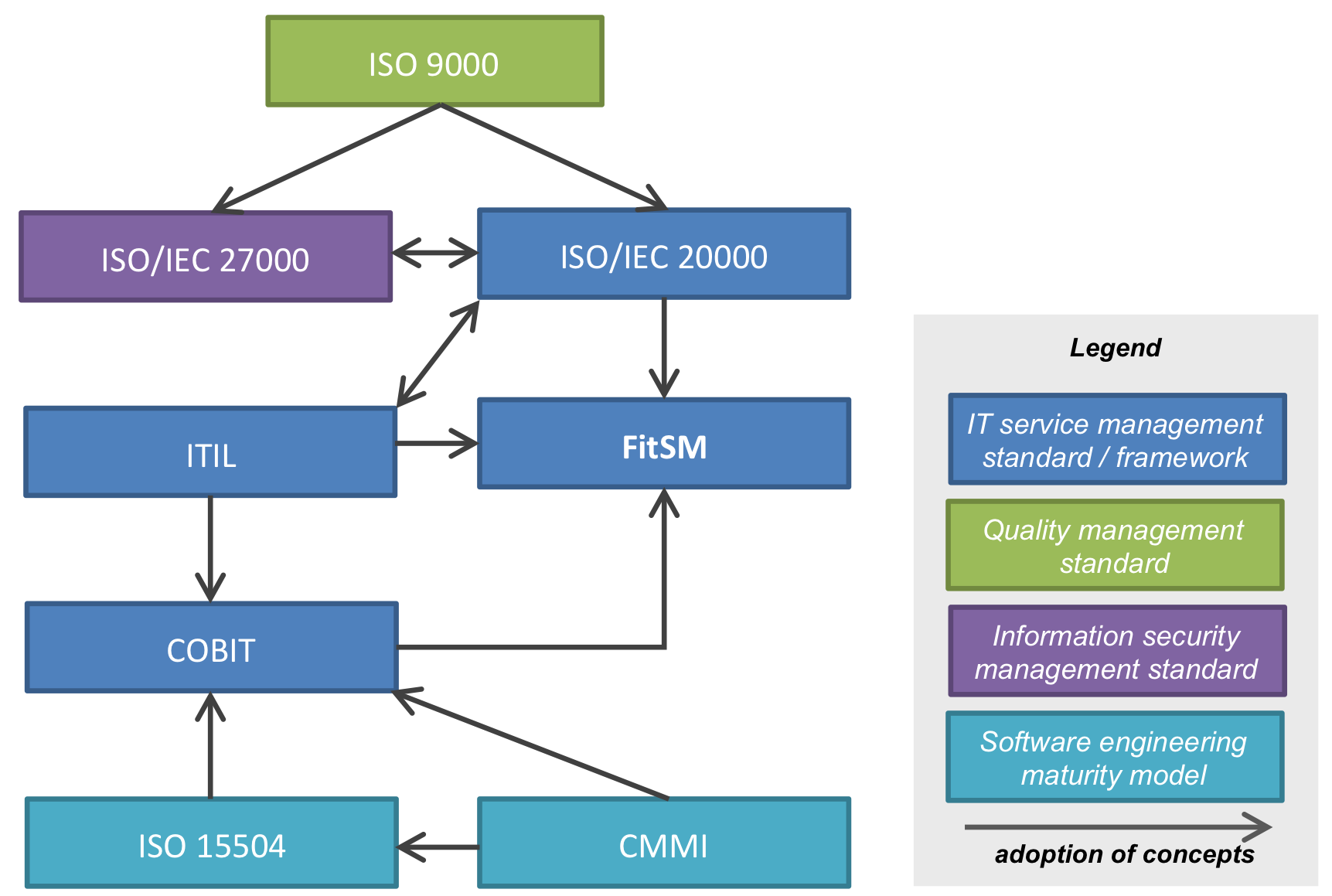
Relationships between ITSM frameworks

O GSTI - Gerenciamento de Serviços de TI (ou Gestão de Serviços de Informática), do inglês  IT Service Management (ITSM),  tem por objetivo prover um serviço de TI com qualidade e alinhado às necessidades do negócio, buscando redução de custos a longo prazo.
Os serviços de TI devem atender às necessidades de negócios das organizações que são diferentes uma das outras devido a práticas e ramo de atuação. Porém a construção de serviços de TI de modo singular possui custos mais elevados de produção que podem tirar a competitividade das organizações. O tempo de desenvolvimento pode não atender as necessidades de mercado, não sendo raras as vezes que um serviço de TI é liberado e as necessidades de mercado já foram alteradas. Em certos casos para atender os tempos requeridos pelo mercado a qualidade dos serviços de TI é reduzida, através da redução do seu ciclo de desenvolvimento, prejudicando seu desempenho futuro ou mesmo, inibindo a sua reutilização para a composição de outros serviços de TI. Uma fábrica de serviços de TI tem o objetivo de resolver alguns desses problemas.

## ITIL
Histórico:
O governo da Inglaterra buscava fazer redução de custos e de risco relacionados com área de TI. Pesquisas mostravam, porém, que mais de 80% do custo dos Serviços de TI estava ligado ao dia-a-dia de sua operação e apenas 20% ao processo de desenvolvimento de software. Por esse motivo, foi criada a Biblioteca de Infra-estrutura de TI pelo CCTA (atual OGC). O ITIL (Information Technology Infrastructure Library) é uma abordagem para Gestão de Serviços de TI (Service Management).
Características:
- Padrão Aberto que tornou padrão de fato. É totalmente livre para uso, não necessitando pagar taxa anual ou licença, a única coisa a ser paga são os treinamentos e os materiais.
- Possui as melhores práticas para Gestão de Serviços de TI, sendo atualizado com as melhores estratégias para o mercado de negócios. Possui desde conceitos novos à práticas consolidadas, que são referência.
- Não é prescritivo, ou seja, não deve ser seguido com uma regra, pois cada organização tem sua peculiaridade e por isso as práticas devem ser adaptadas a realidade da empresa.
- Abordagem para Gestão de Serviços TI (ITSM).

Gerenciamento de Configuração
O objetivo do Gerenciamento de Configuração é fornecer informação segura e atualizada sobre os itens de configuração (IC's) em uso, desse modo assegura-se o inter-relacionamento direto com as demais disciplinas de gerenciamento de serviços da TI. Cada empresa depende da provisão econômica de serviços da TI. Do ponto de vista de aspectos apenas legais e financeiros, a operação e a administração de recursos de TI tornam-se sempre mais problemáticos. O Gerenciamento de Configuração neste momento torna possível para o gerenciamento de TI controlar os elementos da TI e os ativos (por exemplo: hardware, software, documentação, licenças, etc..). De acordo com a terminologia da ITIL, tais elementos são chamados de "itens de configuração" (ICs). Os CIs mostram o inter-relacionamento dos elementos individuais da infra-estrutura da TI.
Gerenciamento de Incidentes
O processo utilizará a CMDB (Configuration Management Database ou Banco de Dados do Gerenciamento da Configuração) para ter uma visão lógica da infraestrutura de TI e seus serviços através dos itens de configuração e seus relacionamentos. Essa visão poderá fazer com que o gerenciamento de incidentes tenha maior agilidade e facilidade para solucionar incidentes. Por exemplo: maior rapidez na análise do impacto e alocação do time correto para atuação no incidente; maior rapidez na identificação dos itens de configuração impactados e que precisam ser rapidamente substituídos ou corrigidos.
Gerenciamento de Mudanças
Maior controle e agilidade no gerenciamento sobre as mudanças do ambiente, pois o uso da CMDB e a visão lógica da infraestrutura de TI e seus serviços (fornecida através dos itens de configuração e seus relacionamentos) mostrarão de maneira clara e controlada os componentes envolvidos na mudança e seu real impacto para o serviço. Por exemplo: maior agilidade e assertividade na aprovação de mudanças, pois haverá mais facilidade para analisar o impacto no serviço dos itens de configuração envolvidos na mudança. Também poderá ser feito o uso de baselines de configuração para retornar o ambiente ao status anterior a uma mudança executada e mal sucedida.
Gerenciamento de Problemas
Aumento da eficiência do Gerenciamento de Problemas, ao facilitar a análise de tendências em itens de configuração relacionados a incidentes e identificar a causa básica de um ou mais incidentes. Essa informação é utilizada para evitar novos incidentes e melhorar a qualidade dos serviços.
Gerenciamento de Liberação e Implantação
Aumento da efetividade do gerenciamento de liberação e implantação, pois fará auditorias e controles permanentes para evitar que softwares ilegais ou não autorizados sejam registrados. Também poderá aumentar a eficiência das liberações com o uso de baselines de configuração para salvar as informações dos itens de configuração antes da liberação (atributos como versão ou status, por exemplo). Essas informações poderão auxiliar caso a liberação seja mal sucedida e um backup tenha que ser retornado.

## Gerenciamento de serviços de TI x ITIL
Apesar dos diversos frameworks relacionados à gestão e governança de TI, o ITIL se destaca como o mais utilizado para suportar os processos do negócio de TI e o ciclo de vida do serviço. O núcleo do ITIL, baseado em 5 fases - ou estágios - tem como objetivo cobrir o serviço de ponta a ponta, desde o entendimento da sua contribuição para o sucesso da estratégia do negócio do cliente, sua elaboração e implantação, até a operação e melhoria contínua deste serviço. As fases do ITIL são citadas abaixo:
- Estratégia de serviço
- Desenho de serviço
- Transição de serviço
- Operação de serviço
- Melhoria de serviço